# Batalla de Beaupréau (1793)
Batalla de Beaupréau (Aquesta batalla va tenir lloc el 22 d'abril de 1793, durant la revolta de La Vendée.

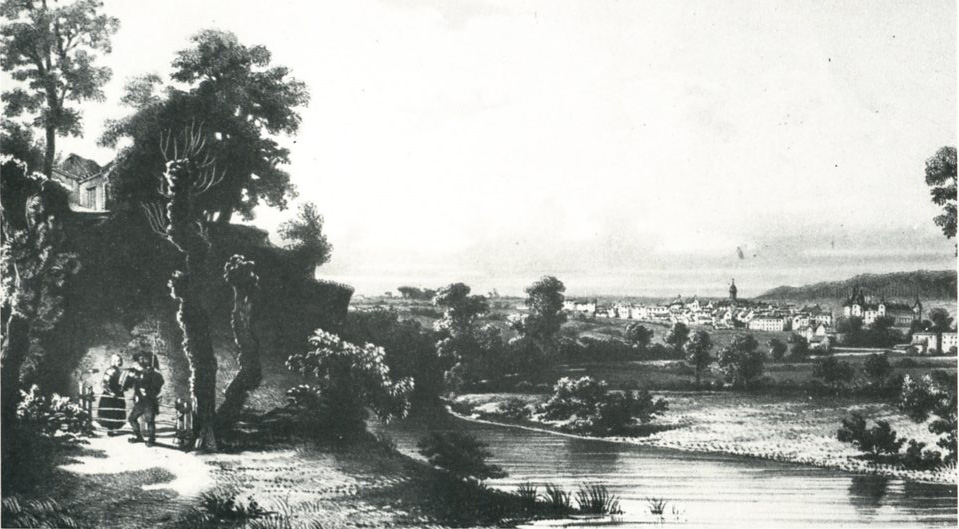
Vista de Beaupréau, gravat de Thomas Drake, cap a 1850

## Preludi
El 10 d'abril de 1793, les forces republicanes d'Angers, comandades pel general Berruyer, van llançar una ofensiva a les Mauges amb tres columnes. La del general Gauvilliers, de 3.000 a 4.000 homes, va sacsejar les forces de Bonchamps a Mesnil-en-Vallée i es va fer amo de Saint-Florent-le-Vieil. A continuació, Berruyer dona l'ordre a Gauvilliers de traslladar-se a Montrevault i Beaupréau, que seran ocupades els dies 20 i 21 d'abril.
Tanmateix, la columna del general Leigonyer va ser colpejada el 19 d'abril a Vezins i va fugir a Doué. La columna de Berruyer va abandonar Jallais i va retrocedir sobre Chemillé. La columna de Gauvilliers es va trobar sobtadament aïllada.

## Procés
Després d'haver abandonat Montrevault, la columna de Gauvilliers va ser atacada prop de Beaupréau el 22 d'abril, a les dues de la tarda, pels Vendéans liderats per la divisió de Bonchamps. Els republicans van oposar poca resistència i van ser ràpidament aixafats. Fugen a Chalonnes-sur-Loire.

## Pèrdues
Els republicans van deixar entre 1.000 i 1.200 presoners i cinc canons, en mans dels vendeans.

## Conseqüències
Després d'assabentar-se de la derrota de Gauvilliers, Berruyer va abandonar Chemillé i va retrocedir vers Beaulieu-sur-Layon, després a Ponts-de-Cé el 26 de maig. Mentre havia donat l'ordre a Leigonyer de tornar a ocupar Vihiers, aquest l'envia com a contraordre de tornar a Doué. Vihiers va ser presa el 30 d'abril pels Vendéans.
A finals d'abril, l'ofensiva del general Berruyer als Mauges va quedar així totalment rebutjada, havent tornat les columnes republicanes al seu punt de partida. El 27 d'abril, Berruyer va ser acusat a la Convenció Nacional de lentitud i negativa a comunicar-se amb les administracions. El dia 30 va ser revocat pel Comitè de Seguretat Ciutadana. Tanmateix, els representants en missió Choudieu, Richard i Goupilleau de Fontenay van prendre la seva defensa i van evitar el Tribunal Revolucionari.
L'historiador Émile Gabory considera que Berruyer també va dividir les seves forces i compara el contraatac dels Vendéans amb el combat dels Horacis i els Curiaces.